# Fővárosi Közmunkák Tanácsa
A Fővárosi Közmunkák Tanácsa (röviden Közmunka-tanács vagy Közmunkatanács, rövidítve: FKT; Budapest főváros közmunkáinak tervezésére és felügyeletére létrehozott testület volt. Az FKT  állapította meg a főváros rendezési tervét és építésügyi szabályzatát; mint másodfokú építésügyi hatóság is működött. 

## Története
Már Budapest főváros egyesítése előtt, Buda és Pest városrendezésére hivatott hatóságként jött létre. Az 1870. évi X. törvénycikk intézkedett a Dunának a főváros melletti szabályozásáról, valamint a forgalom és közlekedés érdekében Budapesten létesítendő egyéb közmunkákról. Megengedte egy 24 milliós kölcsön felvételét, egyben elrendelte - külön hatóságként -  a Fővárosi Közmunkák Tanácsának felállítását.
Nevezetes munkatársa volt Reitter Ferenc, aki tevékenyen részt vett Duna-térképezés és az Al-Duna-szabályozás munkájában. Nagy szerepe volt a Fővárosi Közmunkák Tanácsa szakosztályfőnökeként Buda, Pest, majd az egyesített főváros városrendezésében. Tervet készített hozzávetőlegesen a mai Nagykörút nyomvonalán létesítendő hajózható csatornára, melyet azonban elvetettek. Nevéhez fűződik a dunai rakpart építése, a pesti Duna-szakasz szabályozása, az Andrássy út és a Nagykörút terve, továbbá Budapest csatornázási tervének kidolgozása.
1873-tól 1905-ig a Fővárosi Közmunkák Tanácsa alelnöke Podmaniczky Frigyes volt, aki sokat tett Budapest fejlesztéséért. Az ekkor elkészült fővárosi általános rendezési tervek alapján épültek ki a körutak és a sugárutak, a dunai rakpartok, három Duna-híd stb.
1918-ban Polónyi Géza lett az FKT elnöke.   Bár a Tanácsköztársaság alatt az 1919. évi VII. Néptörvény megszüntette, azonban a Fővárosi Közmunkák Tanácsa 1919. szeptember 20-án újjáalakult. Elnöke 1920-ban bekövetkezett haláláig  Polónyi Géza volt. 
Székhelye a Lánchíd Palota volt. 
Az első világháború után az FKT jelentősége csökkent; rendszerint csak jóváhagyta a főváros által készíttetett rendezési terveket.
Az FKT elnöke 1928-tól 1935-ig Rakovszky Iván volt. 
Az FKT 1945 februárjában újjáalakult, építési hatóságként folytatta tovább tevékenységét egészen 1948. november 17-i megszüntetéséig. Feladatait, hatásköreit részben a főváros, részben a Budapesti Építés- és Közmunkaügyi Főigazgatóság kapta meg.

## Képgaléria

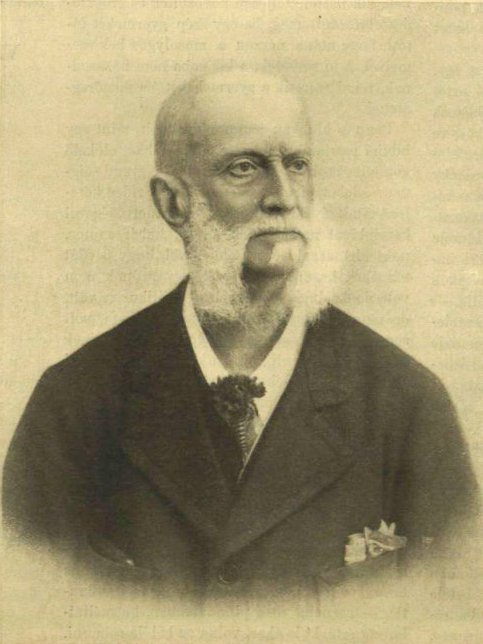
Podmaniczky Frigyes
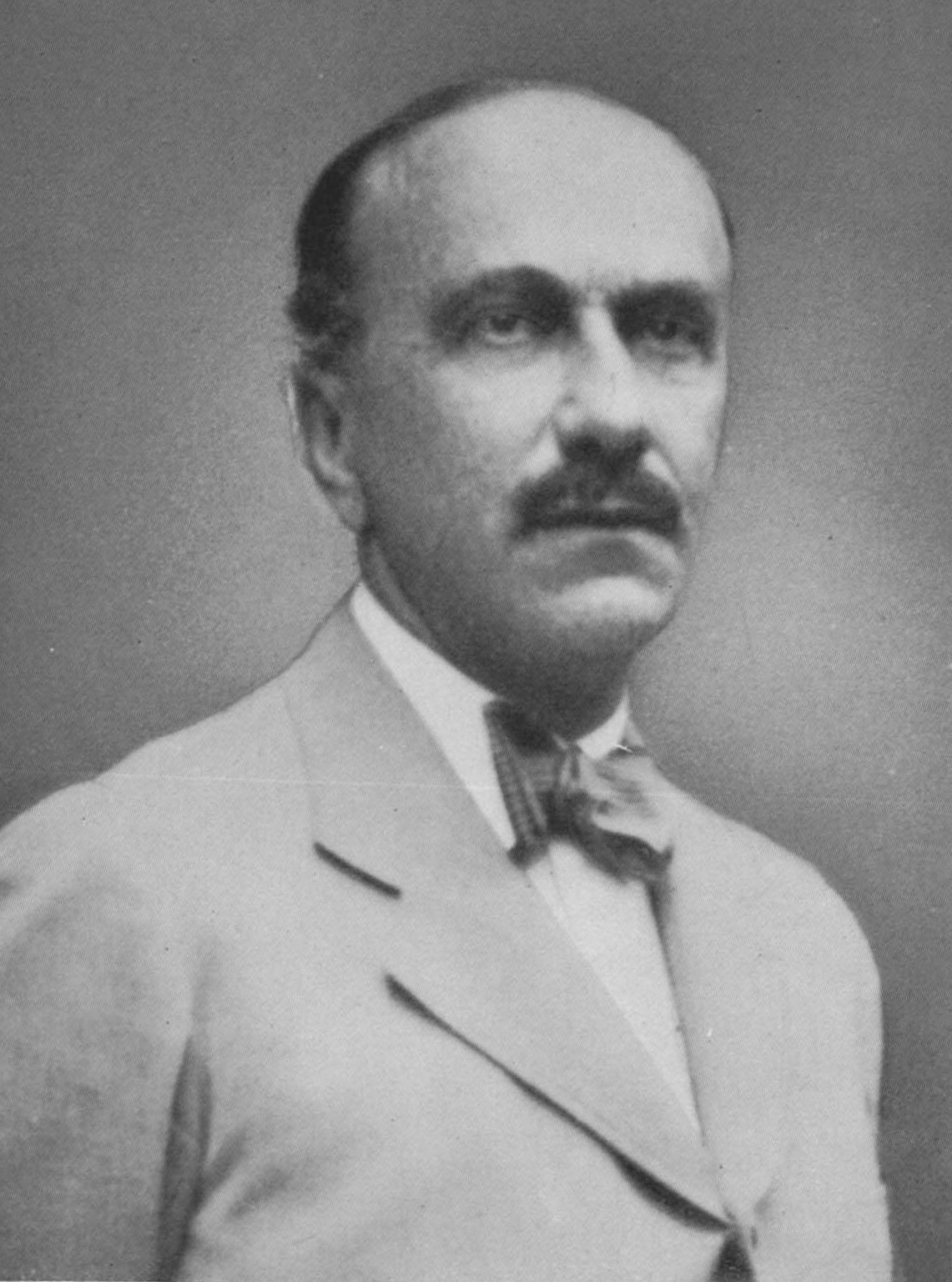
Rakovszky Iván

## Szervezete
Az 1870. évi X. t. c. alapján elnökből, alelnökből és 18 rendes tagból állt; a rendes tagok közül 9-et Budapest székesfőváros közgyűlése választotta, a másik 9-et, az elnököt és az alelnököt a minisztérium nevezte ki. A rendes tagokat, egyharmaduk 3 évenként való kilépésével, 9 évre választották. Az önkormányzat néhány, csupán tanácskozási joggal bíró tagot is küldött az ülésekre. 
A városrendezésről és építésügyről szóló 1937. évi VI. t. c. a FKT hatáskörét kiterjesztette Budakörnyékére is és ebben a vonatkozásban rendes tagjai számát a vm. részéről választott 9 taggal kiegészítette. 

## Hatásköre és feladatai
A Közmunkatanács feladatai az 1870. évi  törvény szerint a következők voltak:
1. a Lánchíd megváltása,
2. egy, vagy szükség esetén két új híd építése,
3. a Duna szabályozása,
4. fővárosunkban nagy közlekedési fővonalak nyitása,
5. a szükséges technikai és kisajátítási előmunkálatok költségeinek megállapítása.

A jövedelmi forrásai közül legjelentékenyebb a székesfőváros útadója volt. Az FKT vagyonkezelése a Fővárosi Pénzalap útján folyt; ennek az alapnak a tulajdona volt a Szt. Margitsziget is.
Közvetlen teendőin kívül felügyeletet gyakorolt a főváros területén minden építési és építésrendészeti ügyben úgy a városi hatóság, mint az egyes lakosok felett, egyben fellebbviteli hatóságként működött.

## Az Építésügyi szabályzat
Budapesten és környékén az Építésügyi szabályzatot a Fővárosi Közmunkák Tanácsa alkotta meg. 
Az Építésügyi szabályzat azoknak a rendelkezéseknek a foglalata volt, amelyek az építésnél érvényesítendő biztonsági, egészségügyi és esztétikai követeléseket, továbbá az építésre vonatkozó hatósági eljárást tartalmazzák. Az Építési szabályzat lehetett törvény vagy rendelet. Rendszerint helyhatósági szabályrendelet; az utóbbi eset nem zárta ki, hogy bizonyos elveket más törvény vagy kormányrendelet szabályozzon. Az Építésügyi szabályzat  megállapította az építési telek kellékeit, az építés módját, az építésnél alkalmazható anyagokat és szerkezeteket, az állványozás és egyéb segédeszközök használatát, a szakértők szerepét és felelősségét, szabályozta a szomszédok jogviszonyát, a köztárgyakkal, valamint a talált tárgyakkal szemben való magatartást; rendelkezett az épületek használatáról és jó karban tartásáról; végül szabályozta az építkezések engedélyezésére és ellenőrzésére vonatkozó eljárást. 